# Szent Ágoston Társulat
A galántai székhelyű Szent Ágoston Társulat 1933-1945 között a felvidéki katolikus magyarok könyvkiadója.
Alapító elnöke Franciscy Lajos (1862-1933) nyitrai kanonok volt. Az ő halála után elnöke Bognár Gergely (1868-1947) gútai plébános lett. Mivel a pozsonyi Országos Hivatal és a prágai Iskola- és Művelődésügyi Minisztérium a Szent Pál Társaság megalakítását nem törvényesítette, a katolikus egyházzal való megállapodás eredményeként hozhatták létre. A rozsnyói püspökség résztulajdonaként létezett Sajó-Vidék Nyomda és Kiadóvállalat mellett ez volt a Felvidék elcsatolása után létezett második magyar katolikus könyvkiadó, mely főként a magyar tannyelvű katolikus elemi iskolákat látta el tankönyvekkel.